# Rücklenburg
Die Rücklenburg ist der Rest einer Höhenburg auf dem Bergrücken der von Sagen und Mythen umwobenen Hünenpforte oberhalb der Straße „Alte Stadt“ im Hagener Ortsteil Holthausen in Nordrhein-Westfalen. Die Burgreste befinden sich innerhalb des Naturschutzgebiets Hünenpforte.

## Geschichte
Die Rücklenburg ist vermutlich in der ersten Hälfte des 13. Jahrhunderts gleichzeitig mit der nahen Raffenburg als deren Vorposten (Wartturm) erbaut und noch im selben Jahrhundert wohl auch zusammen mit dieser 1288 im Limburgischen Erbfolgekrieg zerstört worden.
Heute zeigt die Burgstelle nur noch das sogenannte Kellerloch mit kaum noch sichtbaren Fundamenten eines rechteckigen Turmes, Reste einer Graben-Wall-Anlage und Spuren weiterer Gebäude. Die Überreste wurden erst im Sommer 1982 von dem ehrenamtlichen Bodendenkmalpfleger Horst Klötzer wiederentdeckt. Der quadratische, in den anstehenden Fels eingelassene Gebäuderest mit einer Grundfläche von 10 × 10 m besaß einen Zugang über eine Treppe. Die baulichen Befunde sprechen am ehesten für den Mauersockel eines turmartigen Gebäudes, das im oberen Teil einen Aufbau aus Fachwerk besaß.
Bereits vor der Entdeckung des Bodendenkmals hatten Raubgräber das Mauerwerk beschädigt und eine Grube ausgehoben. Die Notgrabung 1982 im Gebäudekeller förderte eine Brandschicht, einen teilweise aus ortsfremden Tuffstein gemauerten Kaminrest sowie zahlreiche Keramikscherben und Objekte aus Bronze, darunter Teile eines Bronzegrapens, und Eisen zutage. Auch im Umfeld des Gebäudes fanden sich weitere Gegenstände, wie Armbrustbolzen und Pfeilspitzen. Die geborgenen Funde, hier besonders die Keramik, lassen sich in die zweite Hälfte des 13. Jahrhunderts einordnen. Unter den zahlreichen Objekten befindet sich heute im Stadtarchiv Hagen ein außergewöhnliches Fundstück: ein kleiner, aus dem Schuttkegel am Gebäudekeller geborgener Kreuz-Anhänger aus Buntmetall.
Am Berghang der Hünenpforte vom Gebäudekeller in Richtung der Flur „Alte Stadt“ befinden sich mehrere künstlich angelegte Podien. Auf dem damals gepflügten Acker traten ebenfalls archäologische Funde auf wie Keramik, Holzkohle und Rotlehm, sodass es sich wahrscheinlich um eine Fortsetzung der im Vorgelände der Raffenburg in Hagen-Hohenlimburg vorhandenen Siedlungsspuren handelt.